# Architekturforum Oberösterreich
Das afo architekturforum oberösterreich (kurz: afo; bis 2017: Architekturforum Oberösterreich) ist ein 1994 gegründetes Architekturzentrum in Linz, das sich mit Ausstellungen, Vorträgen und Exkursionen als Plattform für die vielfältige Vermittlung von zeitgenössischer Architektur und Baukultur versteht. Seit 2003 hat das Architekturforum seinen Sitz in der 1926 nach den Plänen des Stadtbaudirektor Curt Kühne errichteten Linzer Volksküche.

## Aktivitäten
Zu den Aktivitäten des gemeinnützigen Vereins zählen neben der Konzeption und Durchführung von Ausstellungen, Symposien und Exkursionen auch die Abhaltung sowie Begleitung von Wettbewerben, die kontinuierliche Erweiterung einer Online-Baudatenbank sowie Forschungen und Publikationen mit Schwerpunkt Architektur und Städtebau in Oberösterreich im 20. und 21. Jahrhundert. Das afo ist Mitglied der Architekturstiftung Österreich und wird subventioniert vom Bundeskanzleramt Sektion Kultur, dem Land Oberösterreich, der Kammer der Architekten und Ingenieurkonsulenten für Oberösterreich und Salzburg sowie der Stadt Linz.

## Ausstellungen
| Jahr | Künstler | Ausstellung | Dauer                                 |
| ---- | --- | --- | ------------------------------------- |
| 2011 | Vitus Weh (Kurator), Veronika Kitzmüller (kuratorische Assistenz) | Unscharfe Grenzen – Annäherungen zwischen Kunst und Bau, Beispiel Oberösterreich                                                  | 26. Jänner bis 19. März 2011          |
| 2011 | diverse | Österreichischer Bauherrenpreis 2010                                                                                              | 17. Februar bis 19. März 2011         |
| 2011 | Anna Wolf | Andere Räume – Über die Konstruktion räumlicher Wirklichkeiten                                                                    | 24. März bis 20. April 2011           |
| 2011 | Peter Arlt (Kurator) | Viertelwelten: Kleine Eroberungen – Kinder im Quartier                                                                            | 14. April bis 21. Juni 2011           |
| 2011 | Gabriele Kaiser (Projektidee) | Honigraum | ab 27. April 2011                     |
| 2011 | Nicole Kirchberger | „Common Grounds“ in Istanbul | 12. bis 19. Mai 2011                  |
| 2011 | Andreas Nader | After the Game – Basketball in Vilnius                                                                                            | 8. Juni bis 1. Juli 2011              |
| 2011 | diverse | Das beste Haus 2011 | 5. bis 27. Juli 2011                  |
| 2011 | Dietmar Offenhuber & Katja Schechtner (Kuratoren) | Sensing Place / Placing Sense – Sieben Positionen                                                                                 | 4. September bis 22. Oktober 2011     |
| 2011 | diverse | ora et labora – Dezenniums-Werkbericht des Baureferates der Diözese Linz                                                          | 20. Oktober bis 25. November 2011     |
| 2011 | Bernhard Gilli und Christoph Wiesmayr (Konzeption und Projektleitung) | Sechs ungewöhnliche Orte – Entdeckungen im Linzer Osten                                                                           | 1. Dezember 2011 bis 3. März 2012     |
| 2012 | Katharina Anna Loidl | Beyond | 25. Jänner bis 2. Februar 2012        |
| 2012 | Studierende der Universität für künstlerische und industrielle Gestaltung Linz / die architektur | Sintstraße weiterbauen | 27. Jänner bis 24. Februar 2012       |
| 2012 | diverse | Elena Kuzinets Award 2012 – Sustainable Architecture                                                                              | 9. März bis 17. März 2012             |
| 2012 | diverse | Österreichischer Bauherrenpreis 2011                                                                                              | 23. März bis 12. April 2012           |
| 2012 | Snøhetta (Architekturbüro), Eva E. Madshus (Ausstellungskuratorin) | Architektur – Landschaft – Interieur                                                                                              | 10. Mai bis 16. Juni 2012             |
| 2012 | diverse | Prof. Wolfgang Kaufmann Preis 2012                                                                                                | 25. Mai bis 9. Juni 2012              |
| 2012 | Azra Akšamija (Kuratorin) mit Margit Greinöcker, Tobias Hagleitner und Gunar Wilhelm | Innenansicht Südost – Erkundungen islamischer Glaubensräume                                                                       | 30. Juni bis 27. Oktober 2012         |
| 2012 | Studierende der Universität für künstlerische und industrielle Gestaltung Linz / die architektur | Little Flower – Dorfentwicklung Sunderpur, Region Bihar/Indien                                                                    | 5. Juli bis 20. Juli 2012             |
| 2012 | Franz Riepl | Architekt einer anderen Moderne                                                                                                   | 15. September bis 5. Oktober 2012     |
| 2012 | diverse | Architekturpreis Daidalos 2012 | 28. November bis 13. Dezember 2012    |
| 2013 | Karl Odorizzi | Räume, die offen bleiben | 16. Jänner bis 22. Februar 2013       |
| 2013 | Johannes Derntl / Katharina Doblinger | Hofverband. Chancen und Potentiale landwirtschaftlicher Betriebsbrachen                                                           | 24. bis 30. Jänner 2013               |
| 2013 | Künstlervereinigung MAERZ | WEGMARKEN Architekturfotografie u. a. zu Josef Pausch                                                                             | 20. März bis 27. April 2013           |
| 2013 | diverse | Österreichischer Bauherrenpreis 2012                                                                                              | 11. bis 27. April 2013                |
| 2013 | Sylvia Necker (Kuratorin) | Wohn(ge)schichten – 75 Jahre WAG                                                                                                  | 16. Mai bis 15. Juni 2013             |
| 2013 | Anja Aichinger & Reni Hofmüller, Billy Roisz & Ana Threat, Reinhard Gupfinger & Maurizio Nardo, Sun Li Lian Obwegeser & Gerald Roßbacher, Clemens Bauder & Ilpo Väisänen, Jakob Dietrich & Kai Maier-Rothe, Davide Tidoni, Enrique Tomás, Andre Zogholy (Kurator) | Architektur und Klang | 3. Juli bis 26. Oktober 2013          |
| 2013 | diverse | BDA (Bund Deutscher Architekten) Preis 2013                                                                                       | 11. bis 26. Oktober 2013              |
| 2013 | Maximilian Luger (Projektleitung), Leo Schatzl (Gestaltung) | ausgezeichnet – OÖ Landeskulturpreis Architektur 1978–2012                                                                        | 28. November 2013 bis 22. März 2014   |
| 2014 | diverse | Die Leichtigkeit des Seins – Aktuelle Bauten aus Holz in Frankreich                                                               | 3. bis 17. Juni 2014                  |
| 2014 | diverse in Kooperation mit kiosque | Heißer Sommer in el afo – Ein Kulissenstück in 4 Akten mit einem Showdown anlässlich 20 Jahre afo architekturforum oberösterreich | 11. Juli bis 5. September 2014        |
| 2014 | diverse | HOLZ. Nachhaltiges Bauen in Finnland                                                                                              | 9. bis 30. Oktober 2014               |
| 2014 | Veronika Müller (Kuratorin) | Friedrich Goffitzer 1927–2010 Bauten, Projekte, Szenografien, Design                                                              | 3. Dezember 2014 bis 28. Februar 2015 |
| 2015 | katrinem | Zu Fuß im Stadtraum | 26. März bis 12. Juni 2015            |
| 2015 | Susi Jirkuff Elisa Andessner | Gabriele-Heidegger-Preis 2015 | 25. Juni bis 3. Juli 2015             |
| 2015 | Studierende der Universität für künstlerische und industrielle Gestaltung Linz / die architektur | MODULBAU – mobile wachsende Häuser                                                                                                | 25. Juni bis 3. Juli 2015             |
| 2015 | heri&salli | Architektur im Schlaf | 23. September bis 10. Oktober 2015    |
| 2015 | Leonhard Müllner & Dirk Art Arthofer / AMS Arthofer Müllner Solutions | Schönberg op.A13 – Transitlärm-Metamorphosen                                                                                      | 21. bis 31. Oktober 2015              |
| 2015 | Eva Mair \| Isabel Zelger, Lorenz Estermann, Ulrich Fohler, gaupenraub+/-, Michael Heindl, Linde Klement, Thomas Kluckner und Leonhard Müllner, Nina Valerie Kolowratnik \| Birgit Miksch \| Johannes Pointl \| Lea Soltau \| Jasmin Stadlhofer \| Anton Wagner und Mario Weisböck, Paul Kranzler, Melanie Leitner, Katharina Anna Loidl, Juan Muñoz, POSTMAN, Antje Seeger | RAND | 21. Oktober 2015 bis 29. Jänner 2016  |
| 2016 | BIG Bjarke Ingels Group, Carlos Ott & Carlos Ponce de León, Jean Nouvel Design, Jun Igarashi, Neri & Hu, Snøhetta (Architekturbüro) und Zaha Hadid Design | 7 cool architects | 9. März bis 12. März 2016             |